# شن شویی حبیبی
شن شویی حبیبی یک منطقهٔ مسکونی در ایران است که در دهستان منظریه واقع شده‌است.